# Osvaldo Schneider
Osvaldo Schneider (Ilhota, 12 de agosto de 1944– Gaspar, 7 de maio de 2022) foi um político brasileiro e empresário gasparense, filiado ao Partido do Movimento Democrático Brasileiro (PMDB).

## Carreira
Conhecido como Paca, foi um dos fundadores do Movimento Democrático Brasileiro (MDB) no município catarinense de Gaspar, e o primeiro prefeito do partido ali eleito. Governou Gaspar de 1973 a 1977 e, durante seu mandato, começaram a circular as linhas de ônibus no interior do município, que possibilitaram o trabalho na indústria ao morador do campo. Neste período também foram construídos o Colégio Frei Godofredo e a Avenida das Comunidades, e implantada a biblioteca pública.
Foi vítima de infarto em 7 de maio de 2022, tendo sido decretado luto de três dias no município de Gaspar.